# Grêmio Esportivo Sãocarlense
O Grêmio Esportivo Sãocarlense, conhecido como Grêmio, Grêmio Sãocarlense ou Sãocarlense, foi um clube brasileiro de futebol, da cidade de São Carlos, no Estado de São Paulo. O clube era tricolor, e suas cores eram vermelho, azul e branco.

## História
O Sãocarlense foi fundado em 19 de março de 1976. Foi o sucessor do Madrugada Esporte Clube, fundado em 17 de janeiro de 1974, que disputou a terceira divisão em 1975.
Mandava seus jogos no Estádio Luisão, mas por algumas interdições de campo, por algumas vezes mandou jogos no Estádio do Paulista.
No mesmo ano em que foi criado, entrou no futebol profissional disputando o Campeonato Paulista da segunda divisão. Por problemas administrativos e financeiros, o clube foi presumivelmente "extinto" em 2005, mas na Federação Paulista de futebol consta como licenciado até 2006.
Em 2008 o clube filiou-se a Liga Sãocarlense de Futebol, para disputar o campeonato amador da cidade, como Grêmio Sãocarlense Futebol Clube .
Pela Liga Sãocarlense de Futebol, foi campeão amador da série B (varzeano) de 2011 e subiu para o amador da série A (amador), onde foi 3º colocado no torneio. Em 2015, ganhou o Campeonato Interamigos do São Carlos Clube.

### Rivalidades
O rival histórico da equipe do antigo São-Carlense é o Clube Atlético Taquaritinga de Taquaritinga, desde dos anos 1980. Ambas equipes fizeram jogos do Campeonato Paulista de Futebol de 1982 - Série A2. Na ocasião, o Taquaritinga desclassificou o rival. Foi um campeonato muito grande e com muitas confusões e brigas nos jogos classificatórios, como no jogo entre o Taquaritinga contra o Grêmio Sãocarlense, quando houve uma guerra campal entre as torcidas, que se espalhou pela cidade de Taquaritinga e pela rodovia que liga a cidade a São Carlos.
A outra rivalidade é com o XV de Jaú de Jaú, especificamente criada no ano de 1976, quando em um jogo do Campeonato Paulista de Futebol de 1976 - Série A2 em São Carlos, houve muitas brigas entre as torcidas e por fim, no deslocamento da torcida do XV de Jaú na volta a Jaú, infelizmente acabou tendo um trágico acidente na Rodovia Luís Augusto de Oliveira que liga São Carlos a Jaú, no qual faleceram torcedores do XV de Jaú.

#### Galeria de presidentes
- Luiz Paulillo Filho (fundador) - 1976 (in memorian)[3]
- Márcio Alvarenga - 1977
- Sérgio Antonio Parreli - 1977 – 1979 (in memorian)
- José Bento Carlos Amaral - 1979 – 1980
- Júlio Zavaglia - 1980 – 1981
- José Bento Carlos Amaral - (interino) - 1981
- João Victor Ferreira Rosa - 1981 – 1982 (in memorian)
- Sérgio Antônio Piovesan (fundador) - 1983 – 1984
- Osmar José Di Tomazzo (interino) - (in memorian)
- Francisco Ponzio (interino) - (in memorian)[4]
- Marcos Antonio Pierri - 1984 – 1985
- Carlos Roberto Cavalaro - 1987
- Dario Placeres Cardoso Junior - 1988 (in memorian)
- Gilberto Alexandre Formici - 1989 – 1992
- José Antônio Rosa - 1994 – 1998
- Sérgio Roberto de Almeida (fundador) - 1998 – 2001[5]
- José Antônio Rosa - 2001 – 2003[6]
- Marcos Antônio Pereira - 2003 – 2004

Literatura
Em 2019, é lançado o livro 1997: o ano em que a Europa conheceu o Grêmio Sãocarlense.'Memórias''. A publicação escrita por Leonardo Cantarelli (editora Pedro & João) fala sobre a excursão que o clube paulista fez à Europa entre junho e agosto de 1997 e enfrentou times tradicionais como Fiorentina, Lazio, Perugia, Burnley, dentre outros.
Há fotos, documentos e entrevistas com dirigentes e jogadores que estiveram nessa excursão pelo Velho Mundo.
O livro já está em sua 3ª impressão.

## Histórico em competições oficiais
Profissional
- Terceira divisão 1988 e 1989 - (1989 campeão da terceira e voltou para a segunda), 2004 - (2004 caiu para a quarta)
- Segunda divisão 1976, 1977, 1978, 1979, 1980, 1981, 1982, 1983, 1984, 1985, 1986, 1987 - (1987 caiu para a terceira), 1990, 1994, 1995, 1996, 1997, 1998, 1999, 2000, 2001, 2002, 2003 - (2003 caiu para a terceira)
- Primeira divisão 1991, 1992 e 1993 - (1993 caiu para a segunda)
- Copa 90 anos de Futebol 1992 - (Vice-campeão)
- Copa do Interior Paulista - 1999 e 2001
- Taça do Estado de São Paulo - 1985
- Campeonato Brasileiro de Futebol - Série B (Classificatória para 1994)
- Campeonato Brasileiro de Futebol - Série C - 1996

Amador
- Campeonato amador da Liga Sãocarlense de Futebol - 1977 a 1990
- Campeonato varzeano da Liga Sãocarlense de Futebol - 2011 e 2012
- Copa São Carlos Sub-20 da Liga Sãocarlense de Futebol - 2017 a 2019
- Junior ou Juvenil da Liga - 1977 a 1992
- Dente de Leite da Liga - 1977 a 1992

### Acessos
- Campeonato Paulista da Terceira divisão de 1989 (campeão) - Acesso para a segunda divisão[7]
- Campeonato Paulista da Segunda divisão de 1990 (4.º lugar) - Acesso para a primeira divisão
- Campeonato Paulista da Primeira divisão de 1991 (5.º lugar grupo amarelo) - Classificou para o grupo verde de 1992

## Títulos

### Estaduais
- Campeonato Paulista - Série A3: 1989
- São Paulo: 1992 (Vice-campeão da Copa 90 anos de Futebol)

### Municipais
- Liga Sãocarlense de Futebol - Campeão Amador de São Carlos - Série A - 1977
- Liga Sãocarlense de Futebol - Campeão Amador de São Carlos - Série B - 2011

## Desempenho em competições
Campeonatos profissionais
| Ano  | Competição                                 | Desempenho                | Colocação | J  | V  | E  | D  | GP | GC | SG  | AP    |
| 1976 | Paulista Segunda Divisão                   | Mantido                   |           | 24 | 02 | 09 | 13 | 14 | 33 | -19 | 27,1% |
| 1977 | Paulista Segunda Divisão                   | Segunda fase              | 10.º      | 36 | 08 | 14 | 14 | 29 | 44 | -15 | 41,7% |
| 1978 | Paulista Segunda Divisão                   | Segunda fase              | 4.º       |    |    |    |    |    |    |     |       |
| 1979 | Paulista Segunda Divisão                   | Segunda fase              | 8.º       | 30 | 7  | 14 | 9  | 26 | 25 | +1  | 46,7% |
| 1980 | Taça Estado de São Paulo                   |                           |           |    |    |    |    |    |    |     |       |
| 1980 | Paulista Segunda Divisão                   | Segunda fase              | 3.º       |    |    |    |    |    |    |     |       |
| 1981 | Paulista Segunda Divisão                   | Segunda fase              | 8.º       |    |    |    |    |    |    |     |       |
| 1982 | Paulista Segunda Divisão                   | Segunda fase              | ?.º       |    |    |    |    |    |    |     |       |
| 1983 | Paulista Segunda Divisão                   | Segunda fase              | ?.º       |    |    |    |    |    |    |     |       |
| 1984 | Paulista Segunda Divisão                   | Segunda fase              | 4.º       |    |    |    |    |    |    |     |       |
| 1985 | Taça Estado de São Paulo                   | Segunda fase              |           | 12 | 6  | 3  | 3  | 14 | 10 | +4  | 62,5% |
| 1985 | Paulista Segunda Divisão                   | Segunda fase              | 11.º      | 30 | 12 | 11 | 7  | 29 | 16 | +13 | 58,3% |
| 1986 | Paulista Segunda Divisão                   | Primeira fase             | 53.º      | 24 | 3  | 9  | 12 | 15 | 29 | -14 | 31,2% |
| 1987 | Paulista Segunda Divisão                   | Rebaixado                 |           | 16 | 4  | 6  | 6  | 11 | 16 | -5  | 43,7% |
| 1988 | Paulista Terceira Divisão                  |                           |           |    |    |    |    |    |    |     |       |
| 1989 | Paulista Terceira Divisão                  | Campeão                   | 1.º       |    |    |    |    |    |    |     |       |
| 1990 | Paulista Segunda Divisão                   | Acesso                    | 4.º       |    |    |    |    |    |    |     |       |
| 1991 | Paulista Primeira Divisão                  | Classificado              | 5.º       | 26 | 9  | 10 | 7  | 31 | 29 | +2  | 47%   |
| 1992 | Paulista Primeira Divisão                  | Desclassificado           | 13.º      | 26 | 4  | 8  | 14 | 25 | 41 | -16 | 25,6% |
| 1992 | Copa 90 anos de Futebol                    | Vice-campeão              | 2.º       | 13 | 5  | 5  | 3  | 12 | 12 | 0   | 57,5% |
| 1993 | Paulista Primeira Divisão                  | Rebaixado                 | 6.º       | 26 | 9  | 8  | 9  | 38 | 36 | +2  | 50%   |
| 1993 | Brasileiro 2ª Divisão (classif. para 1994) | Não classificado          |           | 10 | 0  | 4  | 5  | 7  | 11 | -4  | 20%   |
| 1994 | Paulista Segunda Divisão                   | Primeira fase             | 10.º      | 30 | 9  | 11 | 10 | 31 | 30 | +1  | 48,3% |
| 1995 | Paulista Segunda Divisão                   | Segunda fase              | 4.º       | 44 | 19 | 16 | 9  | 67 | 42 | +25 | 55,3% |
| 1996 | Paulista Segunda Divisão                   | Segunda fase              | 11.º      | 30 | 10 | 9  | 11 | 43 | 40 | +3  | 43,3% |
| 1996 | Brasileiro Terceira Divisão                | Primeira fase             | 57.º      | 6  | 0  | 2  | 4  | 2  | 9  | -7  | 11.1% |
| 1997 | Paulista Segunda Divisão                   | Primeira fase             | 14.º      | 22 | 7  | 2  | 13 | 30 | 47 | -17 | 34,8% |
| 1998 | Paulista Segunda Divisão                   | Primeira fase             | 15.º      | 22 | 5  | 5  | 12 | 24 | 34 | -10 | 30,3% |
| 1999 | Paulista Segunda Divisão                   | Primeira fase             | 10.º      | 22 | 6  | 7  | 9  | 41 | 46 | -5  | 37,8% |
| 1999 | Copa do Interior Paulista                  | Desclassificado           | 19.º      | 6  | 1  | 3  | 2  | 8  | 9  | -1  | 33,3% |
| 2000 | Paulista Segunda Divisão                   | Primeira fase             | 13.º      | 15 | 5  | 2  | 8  | 10 | 15 | -5  | 37,7% |
| 2001 | Paulista Segunda Divisão                   | Rebaixado (Mantido)       | 16.º      | 30 | 7  | 9  | 14 | 41 | 52 | -11 | 35,5% |
| 2001 | Copa do Interior Paulista                  | Desclassificado           |           | 14 | 4  | 4  | 6  | 20 | 24 | -4  | 38%   |
| 2002 | Paulista Segunda Divisão                   | Primeira fase             | 14.º      | 15 | 3  | 5  | 7  | 8  | 22 | -14 | 31,1% |
| 2003 | Paulista Segunda Divisão                   | Rebaixado                 | 16.º      | 14 | 1  | 0  | 13 | 10 | 30 | -20 | 7,1%  |
| 2004 | Paulista Terceira Divisão                  | Rebaixado (Mantido)       | 16.º      | 14 | 2  | 2  | 10 | 11 | 26 | -15 | 19%   |
| 2005 | Paulista Terceira Divisão                  | Não disputou (Se retirou) |           |    |    |    |    |    |    |     |       |

Campeonato Paulista de Futebol Sub-20
| Ano   | Competição                              | Desempenho    | Colocação      | J  | V  | E  | D  | GP | GC  | SG  | AP    |
| 1997  | Campeonato Paulista Sub-20 - 1ª Divisão | Semifinal     | 3.º            |    |    |    |    |    |     |     |       |
| 1998  | Campeonato Paulista Sub-20 - 1ª Divisão | Primeira fase |                |    |    |    |    |    |     |     |       |
| 1999  | Campeonato Paulista Sub-20 - 1ª Divisão | Primeira fase |                |    |    |    |    |    |     |     |       |
| 2000  | Campeonato Paulista Sub-20 - 1ª Divisão | Primeira fase | 6.º no grupo 4 | 10 | 1  | 1  | 8  | 11 | 25  | -14 | 13,3% |
| 2001  | Campeonato Paulista Sub-20 - 1ª Divisão | Primeira fase | 5.º no grupo 4 | 10 | 3  | 4  | 3  | 16 | 17  | -1  | 43,3% |
| 2002  | Campeonato Paulista Sub-20 - 2ª Divisão | Primeira fase | 6.º no grupo 4 | 10 | 2  | 1  | 7  | 17 | 31  | -14 | 23,3% |
| 2003  | Campeonato Paulista Sub-20 - 2ª Divisão | Não disputou  |                |    |    |    |    |    |     |     |       |
| 2004  | Campeonato Paulista Sub-20 - 2ª Divisão | Não disputou  |                |    |    |    |    |    |     |     |       |
| Total |                                         |               |                | 50 | 10 | 11 | 29 | 73 | 110 | -37 | 40,6% |

Copa São Paulo de Futebol Júnior
| Ano   | Competição            | Desempenho    | Colocação      | J  | V | E | D  | GP | GC | SG  | AP      |
| 2002  | Copa São Paulo Júnior | Primeira fase | 4.º no grupo F | 3  | 0 | 0 | 3  | 2  | 8  | -6  | 0%      |
| 2003  | Copa São Paulo Júnior | Não disputou  |                |    |   |   |    |    |    |     |         |
| 2004  | Copa São Paulo Júnior | Primeira fase | 4.º no grupo D | 3  | 0 | 0 | 3  | 1  | 11 | -10 | 0%      |
| 2005  | Copa São Paulo Júnior | Não disputou  |                |    |   |   |    |    |    |     |         |
| Total |                       |               |                | 12 | 0 | 2 | 10 | 7  | 31 | -24 | 0,05,5% |

## Jogos amistosos

### Amistosos nacionais
A jogos mais importantes foram realizados contra o Corinthians, Palmeiras, mas também houve um jogo contra o São Paulo e o Vasco da Gama, todos realizados no Estádio Luisão, conforme relação abaixo:
- 9 de maio de 1976 - Sãocarlense ?–? Grêmio Catanduvense (primeiro jogo profissional do clube)
- 30 de maio de 1976 à tarde, Sãocarlense 0–0 Independente
- 7 de setembro de 1976 à noite, Sãocarlense 1–0 Ferroviária (inauguração das torres e iluminação Estádio Luisão).
- ?? de setembro de 1976 à noite, Sãocarlense 1–1 Linense
- 13 de fevereiro de 1977 - Rio Claro 1–1 Sãocarlense (em Rio Claro)
- 20 de março de 1977 - Sãocarlense 0–1 Rio Claro
- 27 de março de 1977 - Pirassununguense 0–0 Sãocarlense (em Pirassununga)
- 17 de abril de 1977 - Sãocarlense 4–2 Botafogo-RP (misto)
- 21 de abril de 1977 - Sãocarlense 0–0 Jabaquara
- 4 de setembro de 1977 à tarde, Sãocarlense 1–1 Matsubara
- 28 de janeiro de 1978 - São Paulo (expressinho) 1–0 Sãocarlense (preliminar da reabertura do Morumbi depois de 118 dias)
- 12 de fevereiro de 1978 à noite, Inter de Limeira 4–2 Sãocarlense (em Limeira)
- 19 de fevereiro de 1978 à noite, Sãocarlense 1–0 Inter de Limeira
- 22 de fevereiro de 1978 - XV de Jaú 1-3 Sãocarlense (Estádio Municipal Vicente Zenaro Manin na Barra Bonita)
- 27 de agosto de 1978 - Sãocarlense 0–0 Seleção Paulista de Novos
- 19 de novembro de 1978 à tarde, Sãocarlense 1–2 São Paulo
- 4 de setembro de 1978 - Independente 0–0 Sãocarlense (em Limeira)
- 8 de abril de 1979 à tarde, Sãocarlense 0–0 Bangu-RJ
- 22 de abril de 1979 - Sãocarlense 0–0 Comercial-RP
- 29 de abril de 1979 à tarde, Sãocarlense 1–2 Palmeiras
- 6 de maio de 1979 - Sãocarlense 1–1 XV de Jaú
- 13 de maio de 1979 - Sãocarlense 2–2 Marília
- 20 de maio de 1979 - Sãocarlense 2–1 Noroeste
- 3 de junho de 1979 - Sãocarlense 2–2 Ferroviária
- 10 de junho de 1979 à tarde, Sãocarlense 1–1 América-SP
- 17 de junho de 1979 à tarde, Sãocarlense 2–2 Inter de Limeira
- 24 de junho de 1979 à tarde, Sãocarlense 2–6 Corinthians
- 3 de fevereiro de 1980 - Sãocarlense 1–0 Botafogo (misto)
- 7 de fevereiro de 1980 à tarde, Sãocarlense 3–3 Portuguesa Santista
- 10 de fevereiro de 1980 à tarde, Amparo AC 0–1 Sãocarlense (em Amparo)
- 24 de fevereiro de 1980, Sãocarlense 2–1 União Barbarense[8]
- 2 de março de 1980 à tarde, Sãocarlense 1–1 Aliança Clube
- 15 de novembro de 1980 - Sãocarlense 0–0 Paulista Jundiaí
- 7 de fevereiro de 1982 à tarde, União Barbarense 2–0 Sãocarlense (em Santa Bárbara D'Oeste)
- 4 de novembro de 1982 - Sãocarlense 1–2 Ferroviária (misto) - (inauguração de novas torres e refletores de iluminação, e nova arquibancada com alojamento ao lado da arquibancada coberta)
- 26 de fevereiro de 1983 à noite, Sãocarlense 1–1 Portuguesa Santista
- 13 de março de 1983 - Velo Clube 2–2 Sãocarlense (em Rio Claro)
- 13 de abril de 1983 - Sãocarlense 3–0 Rio Claro
- 11 de abril de 1984 à noite - Sãocarlense 0–2 Taubaté
- 13 de junho de 1984 à noite, Sãocarlense 0-1 XV de Jaú
- 24 de março de 1985 - Lemense 3–0 Sãocarlense (em Leme)
- 21 de abril de 1985, Sãocarlense 1–0 Taquaritinga
- 14 de fevereiro de 1986 à noite, Sãocarlense 2–1 Palmeiras
- 3 de março de 1987 à tarde, Sãocarlense 0–0 União São João
- 3 de maio de 1987 - União São João 1–0 Sãocarlense (Engenho Grande em Araras)
- 18 de agosto de 1988 à noite, Sãocarlense 1–2 Palmeiras
- 21 de fevereiro de 1988 - Radium 1–0 Sãocarlense (em Mococa)
- 23 de maio de 1990 à noite, Sãocarlense 2–1 Corinthians
- 1 de julho de 1990 de manhã, Sãocarlense 3–2 Vasco da Gama
- 24 de março de 1991 - XV de Jaú 2-1 Sãocarlense (Seletiva Série C Brasileiro)
- 5 de maio de 1991 - Sãocarlense 2-1 XV de Jaú (Seletiva Série C Brasileiro)
- 10 de abril de 1991 à noite, Sãocarlense 1–0 Palmeiras
- 14 de julho de 1991 à noite, Sãocarlense 0–1 Portuguesa
- 15 de março de 1992 – Ferroviária 2–0 Sãocarlense (em Araraquara)
- 23 de setembro de 2001 - Sãocarlense 0-1 XV de Jaú (torneio Coca Cola 1.º turno)
- 11 de novembro de 2001 - XV de Jaú 1-1 Sãocarlense (torneio Coca Cola 2.º turno)
- 16 de janeiro de 2003 à noite, Ferroviária 2–1 Sãocarlense (em Araraquara)
- 2 de maio de 2003 à noite, Sãocarlense 3–1 Ferroviária
- 7 de maio de 2003 à noite, Ferroviária 1–0 Sãocarlense (em Araraquara)
- 22 de janeiro de 2004 - Sãocarlense 1–1 Rio Claro

## Excursão pela Europa - 1997[9]

### Elenco e delegação que embarcou para a Europa em 1997
- Goleiros: Silvio e Ricardo;
- Defensores: Ville, Fábio, João Cléber e Douglas;
- Meio-campistas: Olídio, China, Cosme, Cléber, Marcinho, Pablo e Roberto;
- Atacantes: Marco Aurélio Zopellari, Natella, Neto, Bernardo e André.
  - Técnico: Carlos Rabello
  - Massagista: Walter de Souza Oliveira
  - Roupeiro: Jean Paulo Pereira
  - Chefe da Delegação: Homero Santarelli
  - Médico: Dr. Toshio Toyota
  - Presidente: Sérgio Roberto Almeida (Careca)

### Amistosos internacionais
- 31.07.1997 - Burnley FC 1-0Sãocarlense (na Inglaterra)[10]
- 02.08.1997 - Tranmere Rovers FC 2-0 Sãocarlense (na Inglaterra)
- 04.08.1997 - Perugia 3-1 Sãocarlense (em Perugia na Itália)

### Troféu Cecchi Gori - Firenze-Itália[11]
Em 1997 com 3 clubes e jogos de 45 minutos
- 05.08.1997 - SS Lazio 2-0 Sãocarlense - 45 minutos (gols de Alen Bokšić aos 28' e Giuseppe Signori aos 41')[13]
- 05.08.1997 - AC Fiorentina 1-0 Sãocarlense - 45 minutos (gol de Luís Oliveira aos 5')
- 05.08.1997 - Fiorentina 1-1 Lazio - 45 minutos (Francesco Flachi aos 28' e Negro aos 27'), 4-3 nos pênaltis para a Fiorentina, gols marcados por Negro e Dario Marcolin (Lazio); Flachi, Andrey Kanchelskis e Pasquale Padalino (Fiorentina).[14]

### Torneio Triangular emL'AquilanaItália
- 07.08.1997 - L'Aquila 1-0 Sãocarlense (em L'Aquila)
- 09.08.1997 - Seleção dos Emirados Árabes 0-0 Sãocarlense (em L'Aquila)

## Taça Estado de São Paulo - 1985

### Participantes da segunda fase
- Sãocarlense
- União São João (Araras)
- Lençoense (Lençois Paulista)
- São Bento (Sorocaba)

Alguns jogos
- 3 de março de 1985 - Sãocarlense 0 x 0 União São João
- 6 de março de 1985 - União São João 2 x 0 Lençoense
- 10 de março de 1985 - São Bento 3 x 0 União São João
- 13 de março de 1985 - União São João 1 x 0 São Bento
- 17 de março de 1985 - União São João 0 x 1 Sãocarlense
- 20 de março de 1985 - Lençoense 1 x 2 União São João

## Ex-treinadores

### Times base de 1976
- Alemão(*), Coca, Manduca, Norival, Zé Hélio, Donizeti, Maranhão, Dilo, Jabu, César e Nogueira. Técnico: Jorge Afonso. Esse foi o primeiro time colocado em campo no dia 19 de março de 1976.
- Zé Mauro(*), Manduca, Zé Hélio, Adair, Wagner e Marinho; Varley de Carvalho, Pedro Paulo, Jabu, Edvaldo e Airton. Técnicos: José Carlos Nogueira e depois José Carlos Coelho, Renato Cabral (fisicultor). Esse foi o time base no primeiro ano do clube.

### Times base de 1979
- Mário Sérgio(*); Jaiminho Conceição, Zé Luís, Leonardo (Mário) e Calazans; Adair (Zé Luís II), Mazinho e Ademir; Juarez, Dema e Pio. Técnico: Give, Norberto (fisicultor), Gasolina (massagista) e Francisco Ponzio (diretor).
- Mário Sérgio(*); Jaiminho Conceição, Leonardo, Zé Luís, Calazans, Da Guia; Florisvaldo, Pingo, Ademar (Silvanio), Ademir e Valdez. Norberto (fisicultor), Gasolina (massagista) e Francisco Ponzio (diretor).
- Bragatto(*); Jaiminho, Zé Luís, Leonardo e Ari Mantovani; Stélio, Pingo (Da Guia) e Mazinho; Juarez, Dema e Valdez. Técnico: Pio (interino), Norberto (fisicultor), Gasolina (massagista) e Francisco Ponzio (diretor).

### Plantel base de 1989
- Ted, Amarildo, Jonas (*), Joãozinho, Vicente, Lula, Darcy, Luiz Sérgio, Zetti, Carlos Alberto, Sabá, Silva, Roberto Biônico, Paulo Alves, Silvano e Ramos. Técnico: Vagner Benazzi, treinador de goleiros: Robert, preparador físico: Brejão, Massagista: Muninho.

(*) Goleiro

### Time base de 2004
- Goleiros: Yamada e Marco
- Laterais: Daniel e Fabinho
- Zagueiros: Alex Fonseca, Celão e Taé
- Volantes: Alex Baiano, Carlei, Silvano e Soró
- Meias: Bariri, Tita e Will Leite
- Atacantes: Diego e Roni Baiano

Mas o clube teve nomes históricos que honraram a camisa tricolor, tais como: Jabu, Élvio, Silvano, Carlos Roberto, Paulo Leme, Manguinha, Zeti, Ditão, Braulio, Plínio(*), Narezzi(*), Ivan(*), Édson Abobrão, Antonioni, Toninho Paraná, Marco Antonio Boiadeiro, Carlos Alberto Borges, Serginho Brasília, Darcy, Pinheirense, Fernando Narigudo, Heraldo, China, Silvanio e tantos outros.

## Ranking da CBF
- Posição: 325º
- Pontuação: 1 ponto

Ranking criado pela Confederação Brasileira de Futebol que pontua todos os times do Brasil.

### Time de botão
- Grêmio Sãocarlense.